# Martin Pacek
Martin Pacek, född 28 april 1987 i Kristianstad och uppvuxen i Norra Åsum, är en svensk judoutövare. Hans bror Robin Pacek är också judoutövare.
Pacek tävlade för Sverige vid olympiska sommarspelen 2016 i Rio de Janeiro, där han blev utslagen i den andra omgången i halv tungvikt.